# Ron Turner
Pour les articles homonymes, voir Turner.
Ron Turner, né le 22 août 1922 et mort le 19 décembre 1998, est un auteur de bande dessinée britannique.

## Œuvre
- Akim, Aventures et Voyages, collection Mon journal

441. La Lagune bleue, scénario de Daniele Fagarazzi et Roberto Renzi, dessins de Ron Turner et Augusto Pedrazza, 1977
445. La Vallée des brumes, scénario de Daniele Fagarazzi et Roberto Renzi, dessins de Ron Turner, Maurizio Santoro et Augusto Pedrazza, 1978
447. L'Absent de l'histoire, scénario de Daniele Fagarazzi et Roberto Renzi, dessins de Ron Turner, Enrique Cerdán Fuentes, Maurizio Santoro et Augusto Pedrazza, 1978
449. Les Fruits du sommeil, scénario de Daniele Fagarazzi et Roberto Renzi, dessins de Ron Turner, Maurizio Santoro et Augusto Pedrazza, 1978
450. Le fantastique Royaume de Kromos, scénario de Daniele Fagarazzi et Roberto Renzi, dessins de Ron Turner, Maurizio Santoro et Augusto Pedrazza, 1978
451. Le Prince des ombres, scénario de Daniele Fagarazzi et Roberto Renzi, dessins de Ron Turner, Maurizio Santoro et Augusto Pedrazza, 1978
- Atoll, Jeunesse et vacances

114. Le Serpent emplumé, scénario d'Albert Weinberg et Luigi Grecchi, dessins de Ron Turner, Albert Weinberg et Loredano Ugolini, 1980
115. Hurricane "Alma", scénario d'Albert Weinberg et Luigi Grecchi, dessins de Ron Turner, Albert Weinberg et Loredano Ugolini, 1980
116. Blowfish, scénario d'Albert Weinberg et Luigi Grecchi, dessins de Ron Turner, Albert Weinberg et Loredano Ugolini, 1980
- Trophée, Aventures et Voyages, collection Mon journal

12. Trophée 12, scénario de Fred Baker, dessins de Colin Page, Francisco Solano López, David Sque et Ron Turner, 1973
13. Trophée 13, scénario de Fred Baker, dessins de Colin Page, Francisco Solano López, David Sque et Ron Turner, 1974
14. Trophée 14, dessins de Ron Turner, John Vernon et Francisco Solano López, 1974
15. Trophée 15, scénario de Tom Tully, dessins de Ron Turner et Francisco Solano López, 1974
16. Trophée 16, scénario de Tom Tully, dessins de Ron Turner et Francisco Solano López, 1974
17. Trophée 17, scénario de Tom Tully, dessins de Ron Turner et Francisco Solano López, 1974
18. Trophée 18, scénario de Tom Tully et Michel-Paul Giroud, dessins de Ron Turner, Michel-Paul Giroud et Francisco Solano López, 1975
19. Trophée 19, scénario de Tom Tully et Vicar, dessins de Ron Turner, Vicar et Francisco Solano López, 1975
21. Trophée 21, scénario de Fred Baker et Tom Tully, dessins de Francisco Solano López, Julio Schiaffino et Ron Turner, 1976
22. Trophée 22, scénario de Fred Baker, Tom Tully et Ron Turner, dessins de Francisco Solano López et Julio Schiaffino, 1976
23. Trophée 23, scénario de Fred Baker, Tom Tully et Ron Turner, dessins de Francisco Solano López, Ron Turner et Julio Schiaffino, 1976
24. Trophée 24, scénario de Fred Baker, Tom Tully et Ron Turner, dessins de Francisco Solano López, Ron Turner et Julio Schiaffino, 1976
25. Trophée 25, scénario de Fred Baker, dessins de Francisco Solano López, Ron Turner et Julio Schiaffino, 1977

## Récompenses
- Inkpot Award 1989[1]